# Sportåret 1904

## Händelser

### Bandy
- Okänt datum – Svenska spelregler för bandy utarbetas.[1]

### Baseboll
- New York Giants vinner National League och Boston Americans vinner American League.[2]

### Cykel
- Den andra upplagan av Tour de France vinns av fransmannen Henry Cornet.

### Fotboll
- 1 maj - Belgien och Frankrike spelar 3-3 i Bryssel i en match som för båda lagen är deras första officiella fotbollslandskamper.[3][4]
- 21 maj - Det internationella fotbollsförbundet FIFA bildas i Paris.[5][6] Förbunden i England, Skottland, Wales och Irland avstår från medlemskap.
- 26 juni – IF Elfsborg bildas av 19 pojkar i övre tonåren. Föreningens namn är till en början ”Borås Fotbollslag”, men 1906 blir föreningen medlem i Riksidrottsförbundet och namnet ändras samtidigt till IF Elfsborg.
- 23 juli - Nya Zeeland sparkar igång ett fotbollslandslag, som i en inofficiell match i Dunedin förlorar med 0-1 mot New South Wales.[7] För Nya Zeeland, som sedan 1904 spelat inofficiella matcher, är matchen också den första officiella landskampen.[8]
- 16 oktober – Örgryte IS blir svenska mästare efter finalseger med 2–1 över Djurgårdens IF. Matchen spelas på Stockholms idrottspark.[9]
- 18 december - Svenska Fotbollförbundet bildas.[10]
- Okänt datum – Sheffield Wednesday FC vinner engelska ligan och blir därmed engelska mästare för andra året i rad.
- Okänt datum – Manchester City FC besegrar andradivisionslaget Bolton Wanderers FC med 1 – 0 i FA-cupfinalen.
- Okänt datum – Celtic FC vinner skotska cupen genom att i finalen besegra Glasgow Rangers FC

### Friidrott
- Michael Spring vinner Boston Marathon[11]

### Golf
- British Open vinns av skotten Jack White.
- US Open vinns för andra året i rad av skotsk-amerikanen William Anderson.
- Svenska Golfförbundet bildas.[12]

### Motorsport
- Fransmannen Léon Théry vinner Gordon Bennett Cup med en Richard-Brasier.
- Amerikanen George Heath vinner den första Vanderbilt Cup med en Panhard.

#### Rodd
- 27 november - Svenska Roddförbundet bildas.

### Tennis

#### Herrar
- 24 juli - Brittiska öarna vinner International Lawn Tennis Challenge genom att finalbesegra Belgien med 5-0 i Wimbledon.[13]
  - Franska öppna – Max Decugis, Frankrike
  - Wimbledon - Laurie Doherty, Storbritannien
  - US Open – Holcombe Ward, USA

#### Damer
- - Franska öppna – Kate Gillou, Frankrike
  - Wimbledon – Dorothea Douglass, Storbritannien
  - US Open – May Sutton, USA

## Evenemang
- Olympiska sommarspelen 1904 äger rum i St. Louis, USA.

## Födda
- 7 mars – Ivar Ballangrud, norsk skridskolöpare
- 2 juni – Johnny Weissmuller, amerikansk simmare, ’’Tarzan’’
- 2 juli – René Lacoste, fransk tennisspelare

## Avlidna
- 19 juni – Mungo Park, 67, skotsk golfspelare

## Bildade föreningar och klubbar
- 29 januari - Västerås SK[14]
- 4 maj - FC Schalke 04, fotbollsklubb i Tyskland.
- 15 juni - TSV Bayer 04 Leverkusen, fotbollsklubb i Tyskland, bildad på Bayer AG.
- 26 juni - IF Elfsborg, idrottsförening i Borås i Sverige.[14]
- 4 oktober - IFK Göteborg, kamratförening i Sverige.[15]
- 27 november - Ludvika FF[14]
- Okänt datum – SL Benfica, fotbollsklubb i Portugal.

### Fotnoter
1. ↑  ”Bandyhistoria 1875–1919”. Svenska Bandyförbundet. Arkiverad från originalet den 4 juni 2015. https://web.archive.org/web/20150604010835/http://www.svenskbandy.se/BANDY-INFO/FORBUNDET/Historikochstatistik/Historiskamilstolpar/Bandyhistoria1875-1919/. Läst 2 september 2011.
2. ↑  ”The 1904 Season” (på engelska). Retrosheet. http://www.retrosheet.org/boxesetc/1904/Y_1904.htm. Läst 16 juli 2015.
3. ↑  ”Belgium - List of International Matches” (på engelska). RSSSF. http://www.rsssf.com/tablesb/belg-intres.html. Läst 20 augusti 2011.
4. ↑  ”France - List of International Matches” (på engelska). RSSSF. http://www.rsssf.com/tablesf/fran-intres.html. Läst 20 augusti 2011.
5. ↑  ”1904: The year FIFA was born” (på engelska). FIFA. 24 maj 2012. Arkiverad från originalet den 22 mars 2020. https://web.archive.org/web/20200322141328/https://www.fifa.com/news/1904-the-year-fifa-was-born-1637414. Läst 22 mars 2020.
6. ↑  ”FIFA celebrates 111th birthday” (på engelska). FIFA. 21 maj 2015. Arkiverad från originalet den 22 mars 2020. https://web.archive.org/web/20200322141331/https://www.fifa.com/who-we-are/news/fifa-celebrates-111th-birthday-2607065. Läst 22 mars 2020.
7. ↑  Hyung-Jin Yoon. ”Australia - List of International Matches”. Yansfield. Arkiverad från originalet den 17 juni 2013. https://web.archive.org/web/20130617110326/http://rdfc.com.ne.kr/int/aus-intres.html. Läst 20 augusti 2011.
8. ↑  ”New Zealand International Matches” (på engelska). RSSSF. http://www.rsssf.com/tablesn/nz-intres.html. Läst 20 augusti 2011.
9. ↑  Jimmy Lindahl (10 mars 2000). ”Svenska mästare i fotboll 1896–1925”. Bolletinen. http://www.bolletinen.se/sfs/allsvenskan/sm1896.pdf. Läst 10 oktober 2011.
10. ↑  Åke Jönsson (25 februari 1904). ”Avspark på hemmaplan: Hundra år med fotboll” (på svenska). Populär historia. https://popularhistoria.se/vardagsliv/sport/avspark-pa-hemmaplan-hundra-ar-med-fotboll. Läst 22 mars 2020.
11. ↑  ”Boston Marathon History: 1901-1905”. www.baa.org. Boston: Boston Athletic Association. 2011. Arkiverad från originalet den 21 februari 2011. https://web.archive.org/web/20110221123355/http://www.baa.org/races/boston-marathon/boston-marathon-history/race-summaries/1901-1905.aspx. Läst 2 mars 2011.
12. ↑  ”Historik”. Svenska Golfförbundet. Arkiverad från originalet den 1 juli 2014. https://web.archive.org/web/20140701123434/http://golf.se/SGF/Om-SGF/Statistik/. Läst 26 juni 2014.
13. ↑  ”Davis Cup”. http://www.daviscup.com/en/results/tie/details.aspx?tieId=10001099. Läst 20 augusti 2011.
14. 1 2 3  Martin Alsiö (10 mars 2004). ”De allsvenska klubbarnas födelsedagar”. Bolletinen. http://www.bolletinen.se/sfs/allsvenskan/grundades.pdf. Läst 11 februari 2015.
15. ↑  Ingemar Jönsson. ”Från kvartersklubb till mästarlag”. IFK Göteborg. Arkiverad från originalet den 1 april 2014. https://web.archive.org/web/20140401123900/http://www.ifkgoteborg.se/Om-IFK-Goteborg/Presentation/Historik/bla/. Läst 20 augusti 2011.